# Horjul
Horjul – wieś w Słowenii, siedziba administracyjna gminy Horjul. 1 stycznia 2017 liczyła 1 411 mieszkańców.